# Belgisches Warmblut
Das Belgische Warmblut, auf Niederländisch Belgisch Warmbloedpaard (BWP), ist eine junge Pferderasse, mit deren Erschaffung sowohl der Reitsport als auch die Warmblutzucht in Belgien angesiedelt wurde.
Hintergrundinformationen zur Pferdebewertung und -zucht finden sich unter: Exterieur, Interieur und Pferdezucht.

## Exterieur
Das Belgische Warmblut ist ein großrahmiges, im Typ des modernen Sportpferdes stehendes Tier, das im Vergleich zu anderen Exemplaren internationaler Sportpferdezuchten in Kaliber und Größe eher über, was den Adel anbelangt, jedoch unter dem Durchschnitt anzusiedeln ist.
Der Hals und die Schulter sind den Anforderungen an ein Springpferd entsprechend ausgebildet. Der gut ausgeprägte Widerrist, der kräftige und tragfähige Rücken, der ausreichend tiefe Brustkorb und die kräftige, leicht abgeschrägte Kruppe unterstreichen die Eignung für den Einsatz bei internationalen Sportveranstaltungen. Das extrem stabile Fundament weist eine gute Stärke auf. Die Hufe und Gelenke sind groß, Kötenbehang ist kaum vorhanden.
Die Mechanik ist ausreichend in den Gangarten Schritt und Trab. Der Galopp ist fördernd und das Springvermögen überdurchschnittlich ausgeprägt.

## Zuchtgeschichte
Die Geschichte des Belgischen Warmblutes ist recht jung. Nach dem Ersten Weltkrieg wurde der Beschluss gefasst, mit der Zucht einer eigenen, neuen Rasse, den Reitsport und die Warmblutzucht in Belgien zu etablieren. Das Vorhaben wurde durch den Zweiten Weltkrieg unterbrochen und die Fortführung erst wieder im Jahr 1950 aufgenommen.
Hervorhebenswert ist hier das Engagement von Pfarrer André de Mey, der ein starker Befürworter der ländlichen Zucht und des Reitsports war. Mit dem Import von Zuchttieren aus den Niederlanden (Gelderländer), Deutschland (Hannoveraner) und Frankreich (Normänner) wurden erste Zuchtversuche unternommen. Später führte man der Zucht weitere Importe in Form hervorragender Beschäler und zahlreicher Stuten zu, wodurch schnell Erfolge erzielt werden konnten. Die Nachkommen der Zuchttiere wurden einer Leistungsprüfung unterzogen und durch Selektion konnte eine stetige Verbesserung der Qualität erzielt werden.
Diese Leistungsfähigkeit wurde später noch einmal durch die Einkreuzung von Holsteinern, weiteren Hannoveranern, Vollblütern sowie einigen Hengsten aus Frankreich, den Niederlanden und Westfalen verbessert.
Die Überwachung und Organisation dieser heute international konkurrenzfähigen Rasse liegt in der Verantwortung des belgischen Zuchtverbandes Belgisch Warmbloed Paard mit Sitz in Oud-Heverlee.